# Barbotina

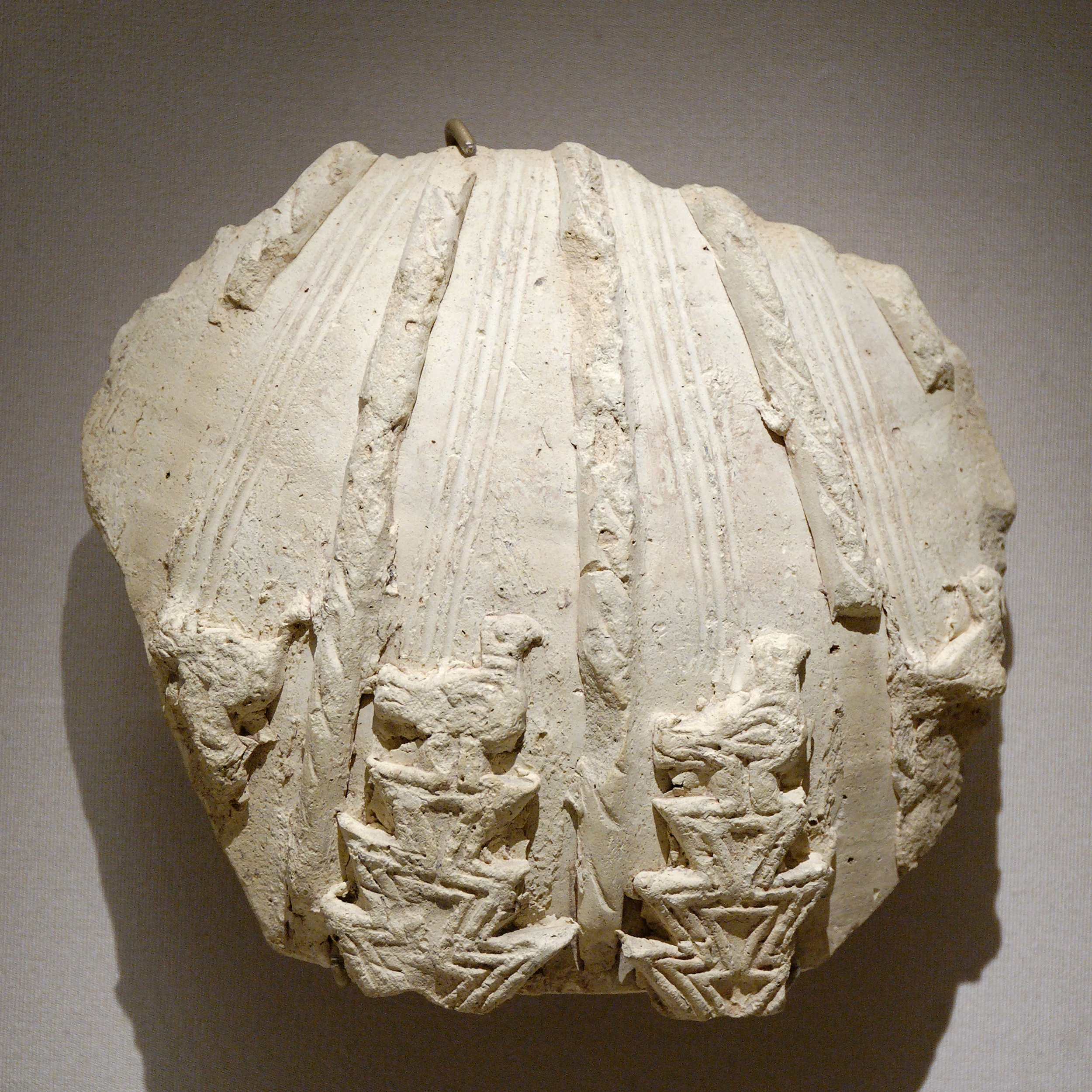
Fragment de gerra feta amb decoració a la barbotina per motlle. Susa (Iran),.

La barbotina és una barreja d'aigua i argila utilitzada a la terrissa sobretot. El seu principal ús és el d'unir dues peces d'argila, encara humida, on es pot o no haver col·locat prèviament un tros o tira d'argila sòlida per fixar millor. S'utilitza també per a crear decoracions en relleu sobre els atuells de terrissa, fent servir per a aquesta finalitat becs com les de pastisseria. Al segle xix es va utilitzar per als ornaments de les porcellanes, aquest sistema és anomenat «decoració a la barbotina».
La barbotina ha de ser sempre líquida però molt espessa, com més espessa sigui (sense arribar a ésser sòlida) i menys grumolls tingui abans assecarà i el resultat serà més satisfactori perquè no donarà temps que la peça es deformi. La seva aplicació es fa amb pinzell o per motllo.